# ده بيدبيتشاب (كوهمرة خامي)
ده بیدبیتشاب (بالفارسية: ده بیدپیچاب) هي قرية تقع في إيران في قسم كوهمرة خامي الريفي. يقدر عدد سكانها بـ 20 نسمة .